# Zapatarall
Zapatarall (Mustelirallus cerverai) är en 29 cm lång mörk rall. Den har brun ovansida, gråblå undersida, gul näbb med röd bas, vit undergump och röda ögon och ben. Dess korta vingar gör att den nästan är flygoförmögen. Den är endemisk för våtmarker på Zapatahalvön i nordvästra Kuba, där det enda kända boet återfanns i en tuva med agar. Lite är känt om dess föda eller häckning och lätet som tillskrivs zapatarallen kan tillhöra en annan art.
Zapatarallen upptäcktes i mars 1927 av den spanske zoologen Fermín Zanón Cervera i Zapataträsket (Ciénaga de Zapata på spanska) i närheten av Santo Tomás, i Matanzasprovinsen på Kuba. I denna våtmark förekommer ännu en endemisk art, nämligen zapatagärdsmygen (Ferminia cerverai) och området har också gett namn åt zapatasparven (Torreornis inexpectata). På grund av habitatförstöring av dess redan från början begränsade utbredningsområde, dess lilla populationsstorlek och predation från introducerade djurarter bedöms zapatarallen av Internationella naturvårdsunionen ("IUCN") som akut hotad.

## Upptäckt och taxonomi
Zapatarallen beskrevs formellt 1927 av den amerikanska herpetologen Thomas Barbour tillsammans med ornitologen James Lee Peters. De ansåg arten vara så pass distinkt att de placerade den i det egna släktet Cyanolimnas. Släktnamnet härstammar ifrån gammalgrekiskans kuanos "mörkblå" och nylatinets limnas som betyder "rall". Artepitetet cerverai hedrar rallens upptäckare, Fermín Zanón Cervera, en spansk soldat som stannat kvar efter spansk-amerikanska kriget och som blev professionell naturalist.
Barbour hade slagit följe med Cervera under sina resor på Kuba och när han fick höra talas om alla de ovanliga fåglar som skulle finnas i Zapataområdet, så skickade han ut Cervera på ett flertal expeditioner i regionen. Cervera fann slutligen rallen i närheten av den lilla byn Santo Tomás. Cervera var också den som upptäckte zapatagärdsmygen och zapatasparven.
Familjen rallar omfattar mer än 150 arter uppdelade på minst 50 släkten, där det exakta antalet varierar beroende på auktoritet. Zapatarallen placeras traditionellt i det egna släktet Cyanolimnas, som taxonomiskt brukar placeras mellan Neocrex och Pardirallus, vilket är två andra släkten av rallar i nya världen. Alla sex arter inom dessa tre släkten har lång näbb, fem har ganska färglösa fjäderdräkter och alla utom en har röd näbbas. Studier från 2022 visar dock att zapatarallen står så pass nära rallarna i Neocrex att de bör placeras i samma släkte, där även arten vithakad rall, tidigare i Porzana ingår. I denna grupp har Mustelirallus prioritet.
Ett fossil, av vad som tros vara samma art, har återfunnits på Isla de la Juventud men det är mindre än den idag förekommande arten men på grund av bristen på tillgängligt material är det omöjligt att fastställa om det rör sig om ett annat taxon.

## Utseende och läte
Zapatarallen är en medelstor, mörk rall, som ungefär mäter 29 cm på längden. Ovansidan är olivbrun, pannan, huvudets sidor och undersidan är gråblå med lite vita streck på bakre delen av buken. Kroppsidan är gråbrun och undergumpen vit. Iris, ben och fötter är röda och näbben är gul med röd näbbas. Stjärtfjädrarna har glesa fanstrålar och vingarna är mycket korta och rundade. Könen är lika, men juvenila fåglar går att urskilja då de har mattare fjäderdräkten och olivfärgade ben och näbb. Dunungarna har, som hos alla rallar, svartaktigt dun. Zapatarallens lockläte beskrivs som ett studsande cutucutu-cutucutu-cutucutu som påminner om lätet från kubauggla (Gymnoglaux lawrencii), tillsammans med ett ljudligt kuvk kuck som påminner om ralltranans läte. Det finns dock indikationer på att dessa läten istället härstammar ifrån fläckrallen (Pardirallus maculatus).
Det finns ingen liknande fågelart som zapatarallen kan förväxlas med på Kuba. Den sympatriskt häckande fläckrallen är ungefär av samma storlek men kraftigt fläckad och randad i vitt. Zapatarallens fjäderdräkt beskrivs som ett mellanting mellan colombiarall (Mustelirallus colombiana) och blyrall (Pardirallus sanguinolentus ) men dessa båda arter förekommer endast på fastlandet i Central- och Sydamerika.

## Utbredning och biotop

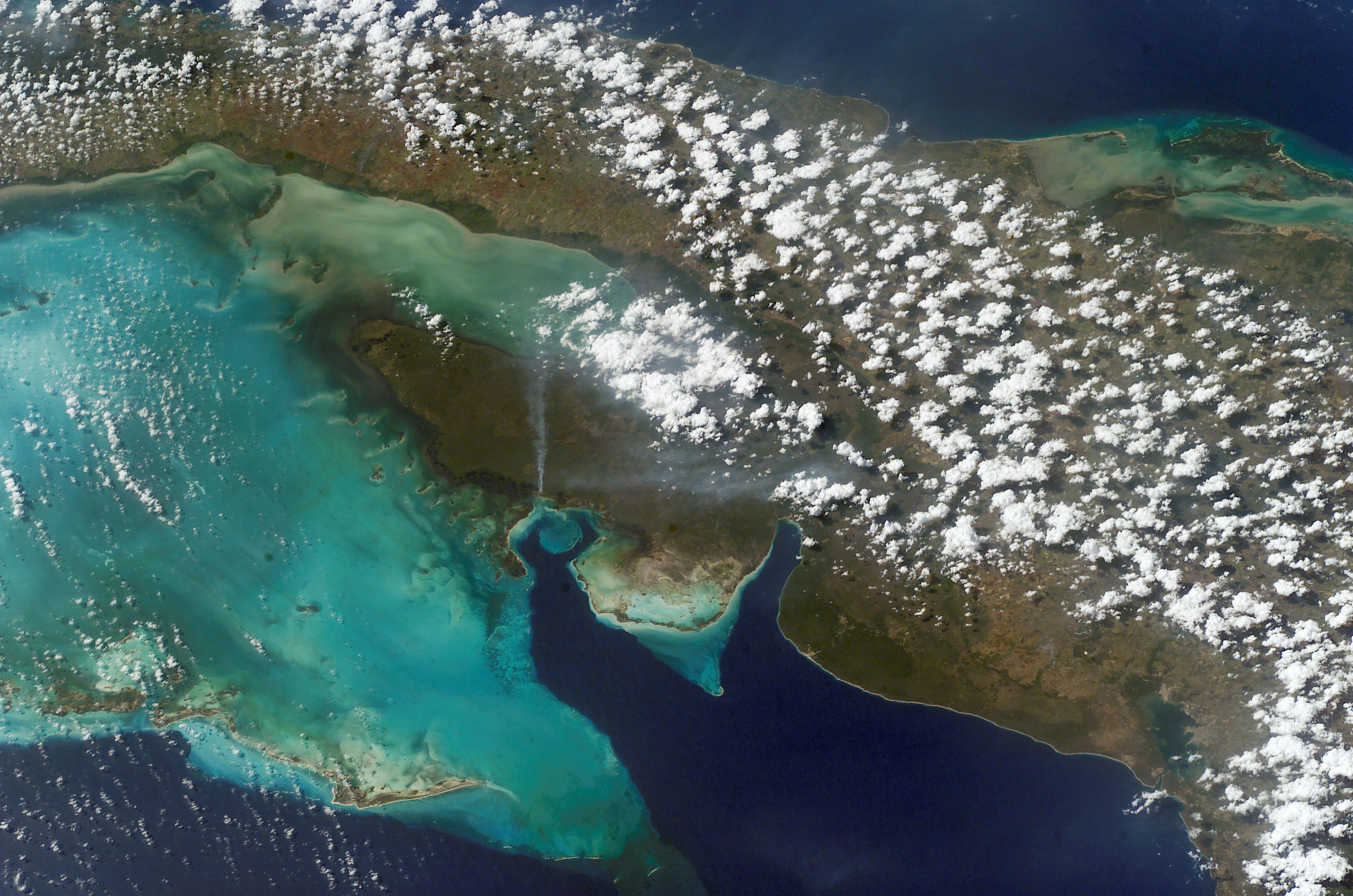
Flygbild av Zapataträsket.

Zapatarallen är endemisk för våtmarker på Zapatahalvön i nordvästra Kuba, på sydsidan av ön, där den endast förekommer i de norra delarna av det 4 500 km2 stora Zapataträsket. Detta träsk är också enda platsen där zapatagärdsmygen, och nominatformen av zapatasparven förekommer. Zapatarallen föredrar områden med översvämmad vegetation, 1,5–2,0 m djupt, i tätvuxna träsk med buskar och låga träd, gärna i närheten av högre liggande fast mark. Typiska växter i träsket är vaxpors (Myrica cerifera) och vide av arten Salix longipes, agarten Cladium jamaicensis och smalkaveldun (Typha angustifolia).
Rallen hade tidigare ett större utbredningsområde, med fossil funna i Havanna, Pinar del Río och på Isla de la Juventud. Barbour trodde inte att rallen, zapatasparven eller zapatagärdsmygen var reliktpopulationer i den mening att de en gång i tiden skulle haft en stor utbredning över hela Kuba, som exempelvis dvärgbäverråtta (Mesocapromys nanus) och kubakrokodilen (Crocodylus rhombifer), eftersom dessa tre fågelarter är så extremt anpassade till förhållandena i träskområdena. Han ansåg att liknande träsk en gång i tiden kan ha förekommit i de stora översvämmade områden som sträcker sig mot Isla de la Juventud och som idag består av grunda vikar med spridd mangrove, och att sådana träsk även kan ha förekommit österut längs den södra kubanska kusten.

## Ekologi

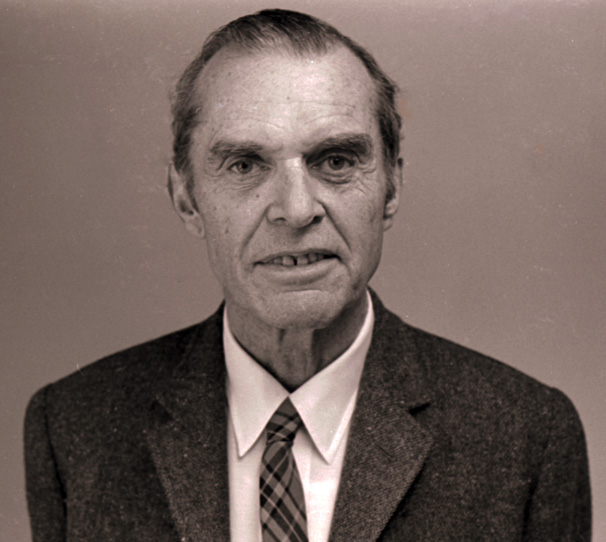
Ornitologen James Bond är den enda som lokaliserat ett bo och ägg av zapatarallen.

Zapatarallens ekologi är dåligt känd. Den häckar vanligtvis i ag av arten Cladium jamaicensis, och placerar sitt bo ovan vattenlinjen på en upphöjd tuva. Häckningen infaller runt september, och möjligen även i december och januari. Den amerikanska ornitologen James Bond fann ett bo, med tre vita ägg, som mätte 60 mm i diameter och all kunskap om artens häckningsekologi härstammar från detta fynd. Rallar är vanligtvis monogama och alla arter har borymmande ungar som tas om hand av föräldrarna.
Arten föredrar även att födosöka i agargräs, dock är dess diet inte känd, men flertalet av våtmarkslevande rallar är allätare och lever av ryggradslösa djur och växtmaterial. Kanske genomför populationen, eller delar av populationen, vandringar och sprider ut sig under regnperioden för att sedan återvända till de permanent översvämmade områdena under torrperioden.
Som andra rallar är denna art svår att observera när den rör sig genom vegetationen och trycker för att undgå upptäckt, men de är oftast inte särskilt vaksamma. Vid störning kan den springa en kortare sträcka för att sedan stanna och resa stjärten och visa den arttypiska vita undergumpen. Trots sina mycket korta vingar är den förmodligen inte helt flygoförmögen. Morfologiskt klassas den som flygoförmögen eftersom dess bröstben och vingar är tillbakabildade som hos andra flygoförmögna rallar, men Bond rapporterade att han observerade en individ som fladdrande flög ungefär tre meter över en kanal.

## Status och hot

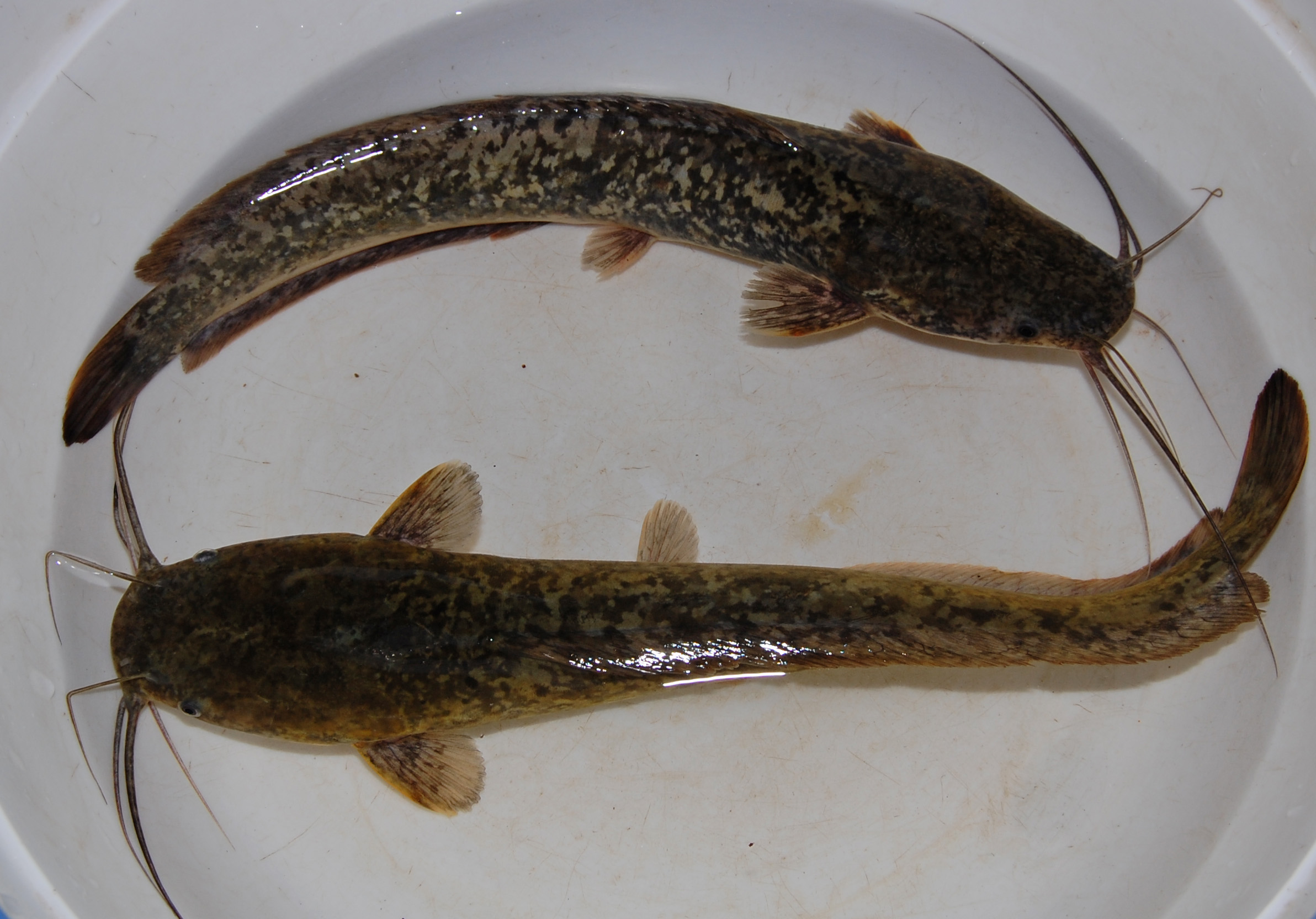
Afrikansk vandrarmal (Clarias gariepinus) är en av de största predatorerna gentemot zapatarallens dunungar.

Populationer med öhäckande rallar är speciellt sårbara eftersom de ofta har utvecklats till att bli flygoförmögna eller dåliga flygare, vilket gör dem till lätta byten för introducerade predatorer. Femton arter av rall har dött ut sedan 1600-talet, och mer än 30 arter är hotade.
Zapatarallen verkar ha varit lättfunnen i området kring Santo Tomás fram till 1931, men sedan observerades den inte förrän på 1970-talet då fåglar återfanns 65 km därifrån vid Laguna del Tesoro. Vid detta tillfälle spelade dess läte in och utifrån dess läte gjordes inventeringar som upptäckte fler lokaler där den förekom. De få observationerna av arten under de kommande åren indikerade att populationen var fortsatt liten. Efter en period av 20 år utan observationer genomfördes en inventering 1998 som återfann arten igen, denna gång på två nya lokaler i Zapataträsket. Tio individer observerades vid Peralta, och sju vid Hata de Jicarita. Utifrån denna studie uppskattades den totala populationen uppgå till 70–90 rallar i det 230 hektar stora området mellan de två lokalerna.
Zapatarallen förekommer på en yta av ungefär 1 000 km2. Den lilla och minskande populationen, uppskattad utifrån sentida studier och lokala bedömningar av populationstäthet, uppgår år 2010 till mellan 50 och 249 adulta individer. Förr ledde skörd av gräs för takläggning, och svedjebruk under torrperioden, till stora habitatförluster. Det senare sker i viss utsträckning än idag. Predation av introducerade arter som javanesisk mungo (Herpestes javanicus) och råttor utgör ett problem men på senare tid har det visat sig att den nyligen introducerade afrikanska vandrarmalen (Clarias gariepinus) är en av de största predatorerna gentemot zapatarallens dunungar.
Zapatarallen kategoriserades länge som starkt hotad (EN) av IUCN. Kunskapsläget om arten och dess populationsutveckling är dock dålig. Bland annat har lätet som man sedan 1970-talet använt för att inventera arten ifrågasatts vilket kan innebära att populationen är mindre än uppskattat. Det föreligger också indikationer på att populationen minskat drastiskt sedan år 2000 och 2010 uppgraderades hotklassningen till akut hotad (CR).
Zapataträsket ingår i Ramsarlistan över våtmarker som ska skyddas, och två kända lokaler där arten förekommer ligger inom specifikt skyddade områden, nänmligen naturskyddsområdet Corral de Santo Tomás, och ekoturistområdet Laguna del Tesoro. Studier har nyligen genomförts över det totala utbredningsområdet för arten och skyddsåtgärder har föreslagits, bland annat ett förbud mot svedjebränning under torrperioden.

### Framtida hot
Det finns planer på att utöka turismen i Zapataområdet, främst från Europa, och om även USA kommer att tillåta sina medborgare att besöka Kuba så kan detta ytterligare öka påfrestningen på miljön. Detta kan få allvarliga konsekvenser för våtmarkerna men fokus är att skapa en hållbar typ av ekoturism.
I förlängningen så kan hela träskområdet vara hotat som ett resultat av den globala uppvärmningen där den höjda havsnivån skulle kontaminera våtmarken med saltvatten och därmed skada flora och fauna. Enligt vissa beräkningar så skulle området år 2100 ha reducerats med en femtedel. En förhöjd havstemperatur skulle också kunna leda till kraftigare orkaner och torka, och nedfallna torkade träd som lämnas efter en orkan kan fungera som extra bränsle vid skogsbränder.